# Sci di fondo ai XXIII Giochi olimpici invernali - Sprint maschile
La gara di sprint maschile di sci di fondo dei XXIII Giochi olimpici invernali di Pyeongchang si è svolta il 13 febbraio 2018, a partire dalle ore 18:15 (UTC+9), presso il centro di sci di fondo di Alpensia.
Il fondista norvegese Johannes Høsflot Klæbo ha conquistato la medaglia d'oro, mentre l'argento e il bronzo sono andati rispettivamente all'italiano Federico Pellegrino e al russo Aleksandr Bol'šunov.

## Risultati

### Qualificazioni
| Pos. | Nº | Atleta                  | Nazione                      | Tempo   | Distacco | Note |
| ---- | -- | ----------------------- | ---------------------------- | ------- | -------- | ---- |
| 1    | 9  | Ristomatti Hakola       | Finlandia                    | 3'08"54 | -        | Q    |
| 2    | 19 | Johannes Høsflot Klæbo  | Norvegia                     | 3'08"73 | +0"19    | Q    |
| 3    | 5  | Aleksandr Bol'šunov     | Atleti Olimpici dalla Russia | 3'10"20 | +1"66    | Q    |
| 4    | 27 | Maicol Rastelli         | Italia                       | 3'11"32 | +2"78    | Q    |
| 5    | 12 | Teodor Peterson         | Svezia                       | 3'11"55 | +3"01    | Q    |
| 6    | 22 | Aleksandr Panžinskij    | Atleti Olimpici dalla Russia | 3'11"63 | +3"09    | Q    |
| 7    | 13 | Oskar Svensson          | Svezia                       | 3'12"02 | +3"48    | Q    |
| 8    | 30 | Viktor Thorn            | Svezia                       | 3'12"19 | +3"65    | Q    |
| 9    | 16 | Federico Pellegrino     | Italia                       | 3'13"18 | +4"64    | Q    |
| 10   | 1  | Calle Halfvarsson       | Svezia                       | 3'13"27 | +4"73    | Q    |
| 11   | 17 | Pål Golberg             | Norvegia                     | 3'13"71 | +5"17    | Q    |
| 12   | 8  | Emil Iversen            | Norvegia                     | 3'14"36 | +5"82    | Q    |
| 13   | 24 | Aleksej Poltaranin      | Kazakistan                   | 3'14"43 | +5"89    | Q    |
| 14   | 25 | Aleksej Vicenko         | Atleti Olimpici dalla Russia | 3'14"56 | +6"02    | Q    |
| 15   | 32 | Marko Kilp              | Estonia                      | 3'15"05 | +6"51    | Q    |
| 16   | 31 | Sebastian Eisenlauer    | Germania                     | 3'15"06 | +6"52    | Q    |
| 17   | 11 | Jovian Hediger          | Svizzera                     | 3'15"86 | +7"32    | Q    |
| 18   | 7  | Eirik Brandsdal         | Norvegia                     | 3'15"95 | +7"41    | Q    |
| 19   | 2  | Simi Hamilton           | Stati Uniti                  | 3'16"13 | +7"59    | Q    |
| 20   | 4  | Baptiste Gros           | Francia                      | 3'16"27 | +7"73    | Q    |
| 21   | 10 | Iivo Niskanen           | Finlandia                    | 3'16"37 | +7"83    | Q    |
| 22   | 45 | Thomas Bing             | Germania                     | 3'16"66 | +8"12    | Q    |
| 23   | 14 | Lauri Vuorinen          | Finlandia                    | 3'16"69 | +8"15    | Q    |
| 24   | 6  | Martti Jylhä            | Finlandia                    | 3'16"79 | +8"25    | Q    |
| 25   | 51 | Peter Mlynár            | Slovacchia                   | 3'16"82 | +8"28    | Q    |
| 26   | 39 | Len Valjas              | Canada                       | 3'17"11 | +8"57    | Q    |
| 27   | 41 | Aliaksandr Voranau      | Bielorussia                  | 3'17"12 | +8"58    | Q    |
| 28   | 53 | Kamil Bury              | Polonia                      | 3'17"15 | +8"61    | Q    |
| 29   | 3  | Richard Jouve           | Francia                      | 3'17"69 | +9"15    | Q    |
| 30   | 34 | Erik Bjornsen           | Stati Uniti                  | 3'17"69 | +9"15    | Q    |
| 31   | 33 | Raido Ränkel            | Estonia                      | 3'17"88 | +9"34    |      |
| 32   | 15 | Alex Harvey             | Canada                       | 3'17"95 | +9"41    |      |
| 32   | 29 | Miha Šimenc             | Slovenia                     | 3'17"95 | +9"41    |      |
| 34   | 20 | Lucas Chanavat          | Francia                      | 3'18"46 | +9"92    |      |
| 35   | 23 | Dominik Baldauf         | Austria                      | 3'18"54 | +10"00   |      |
| 35   | 52 | Jesse Cockney           | Canada                       | 3'18"54 | +10"00   |      |
| 37   | 21 | Andrew Newell           | Stati Uniti                  | 3'19"36 | +10"82   |      |
| 38   | 26 | Maciej Staręga          | Polonia                      | 3'19"42 | +10"88   |      |
| 39   | 60 | Ueli Schnider           | Svizzera                     | 3'19"47 | +10"93   |      |
| 40   | 50 | Mirco Bertolina         | Italia                       | 3'20"07 | +11"53   |      |
| 41   | 38 | Stefan Zelger           | Italia                       | 3'20"18 | +11"64   |      |
| 42   | 44 | Logan Hanneman          | Stati Uniti                  | 3'20"74 | +12"20   |      |
| 43   | 58 | Aleš Razým              | Rep. Ceca                    | 3'21"05 | +12"51   |      |
| 44   | 47 | Modestas Vaičiulis      | Lituania                     | 3'21"10 | +12"56   |      |
| 45   | 18 | Andrew Young            | Gran Bretagna                | 3'21"50 | +12"96   |      |
| 46   | 28 | Janez Lampič            | Slovenia                     | 3'22"03 | +13"49   |      |
| 47   | 59 | Alin Florin Cioanca     | Romania                      | 3'22"22 | +13"68   |      |
| 48   | 37 | Andrej Mel'ničenko      | Atleti Olimpici dalla Russia | 3'22"27 | +13"73   |      |
| 49   | 56 | Kim Magnus              | Corea del Sud                | 3'22"36 | +13"82   |      |
| 50   | 35 | Erwan Käser             | Svizzera                     | 3'22"48 | +13"94   |      |
| 51   | 43 | Denis Volotka           | Kazakistan                   | 3'22"52 | +13"98   |      |
| 52   | 49 | Karel Tammjärv          | Estonia                      | 3'22"68 | +14"14   |      |
| 53   | 36 | Luis Stadlober          | Austria                      | 3'23"01 | +14"47   |      |
| 54   | 46 | Russell Kennedy         | Canada                       | 3'23"37 | +14"83   |      |
| 55   | 71 | Isak Stianson Pedersen  | Islanda                      | 3'24"57 | +16"03   |      |
| 56   | 62 | Andrej Segeč            | Slovacchia                   | 3'24"84 | +16"30   |      |
| 57   | 63 | Mark Chanloung          | Thailandia                   | 3'26"12 | +17"58   |      |
| 58   | 55 | Miroslav Rypl           | Rep. Ceca                    | 3'27"46 | +18"92   |      |
| 59   | 68 | Veselin Cinzov          | Bulgaria                     | 3'28"19 | +19"65   |      |
| 60   | 40 | Michal Novák            | Rep. Ceca                    | 3'28"33 | +19"79   |      |
| 61   | 61 | Miroslav Šulek          | Slovacchia                   | 3'28"74 | +20"20   |      |
| 62   | 70 | Thomas Hjalmar Westgård | Irlanda                      | 3'29"16 | +21"07   |      |
| 63   | 57 | Indulis Bikše           | Lettonia                     | 3'30"53 | +21"99   |      |
| 64   | 67 | Mantas Strolia          | Lituania                     | 3'31"11 | +22"57   |      |
| 65   | 42 | Phillip Bellingham      | Australia                    | 3'31"54 | +23"00   |      |
| 66   | 54 | Wang Qiang              | Cina                         | 3'31"56 | +23"02   |      |
| 67   | 65 | Ádám Kónya              | Ungheria                     | 3'31"84 | +23"30   |      |
| 68   | 75 | Yordan Chuchuganov      | Bulgaria                     | 3'32"62 | +24"08   |      |
| 69   | 66 | Edi Dadić               | Croazia                      | 3'33"17 | +24"63   |      |
| 70   | 48 | Oleksij Krasovs'kyj     | Ucraina                      | 3'33"40 | +24"86   |      |
| 71   | 73 | Hamza Dursun            | Turchia                      | 3'36"53 | +27"99   |      |
| 72   | 74 | Mikayel Mikayelyan      | Armenia                      | 3'37"40 | +28"86   |      |
| 73   | 69 | Andrii Orlyk            | Ucraina                      | 3'39"18 | +30"64   |      |
| 74   | 80 | Apóstolos Angelís       | Grecia                       | 3'47"10 | +38"56   |      |
| 75   | 72 | Damir Rastić            | Serbia                       | 3'50"65 | +42"11   |      |
| 76   | 78 | Sattar Seid             | Iran                         | 3'56"08 | +47"54   |      |
| 77   | 77 | Ömer Ayçiçek            | Turchia                      | 3'57"91 | +49"37   |      |
| 78   | 76 | Tariel Zharkymbaev      | Kirghizistan                 | 4'05"99 | +57"45   |      |
| 79   | 79 | Stavre Jada             | Macedonia                    | 4'23"85 | +1'15"31 |      |
| -    | 64 | Sun Qinghai             | Cina                         | DSQ     | .        |      |

### Quarti di finale
Quarto di finale 1
| Pos. | Nº | Atleta                 | Nazione     | Tempo   | Distacco | Note |
| ---- | -- | ---------------------- | ----------- | ------- | -------- | ---- |
| 1    | 2  | Johannes Høsflot Klæbo | Norvegia    | 3'11"09 | -        | Q    |
| 2    | 5  | Teodor Peterson        | Svezia      | 3'12"23 | +1"14    | Q    |
| 3    | 29 | Richard Jouve          | Francia     | 3'12"40 | +1"31    |      |
| 4    | 13 | Aleksej Poltoranin     | Kazakistan  | 3'12"60 | +1"51    |      |
| 5    | 30 | Erik Bjornsen          | Stati Uniti | 3'12"72 | +1"63    |      |
| 6    | 4  | Maicol Rastelli        | Italia      | 3'14"38 | +3"29    |      |

Quarto di finale 2
| Pos. | Nº | Atleta              | Nazione  | Tempo   | Distacco | Note |
| ---- | -- | ------------------- | -------- | ------- | -------- | ---- |
| 1    | 9  | Federico Pellegrino | Italia   | 3'10"55 | -        | Q    |
| 2    | 11 | Pål Golberg         | Norvegia | 3'11"07 | +0"52    | Q    |
| 3    | 10 | Calle Halfvarsson   | Svezia   | 3'11"95 | +1"40    |      |
| 4    | 15 | Marko Kilp          | Estonia  | 3'12"00 | +1"45    |      |
| 5    | 18 | Eirik Brandsdal     | Norvegia | 3'18"25 | +7"70    |      |
| 6    | 28 | Kamil Bury          | Polonia  | 3'25"79 | +15"24   |      |

Quarto di finale 3
| Pos. | Nº | Atleta              | Nazione                      | Tempo   | Distacco | Note |
| ---- | -- | ------------------- | ---------------------------- | ------- | -------- | ---- |
| 1    | 3  | Aleksandr Bol'šunov | Atleti Olimpici dalla Russia | 3'08"45 | -        | Q    |
| 2    | 1  | Ristomatti Hakola   | Finlandia                    | 3'09"41 | +0"96    | Q    |
| 3    | 21 | Iivo Niskanen       | Finlandia                    | 3'12"20 | +3"75    |      |
| 4    | 17 | Jovian Hediger      | Svezia                       | 3'14"25 | +5"80    |      |
| 5    | 27 | Aliaksandr Voranau  | Bielorussia                  | 3'14"95 | +6"50    |      |
| 6    | 8  | Viktor Thorn        | Svezia                       | 3'17"33 | +8"88    |      |

Quarto di finale 4
| Pos. | Nº | Atleta               | Nazione                      | Tempo   | Distacco | Note |
| ---- | -- | -------------------- | ---------------------------- | ------- | -------- | ---- |
| 1    | 7  | Oskar Svensson       | Svezia                       | 3'08"77 | -        | Q    |
| 2    | 12 | Emil Iversen         | Norvegia                     | 3'10"21 | +1"44    | Q    |
| 3    | 26 | Len Valjas           | Canada                       | 3'10"87 | +2"10    | q    |
| 4    | 6  | Aleksandr Panžinskij | Atleti Olimpici dalla Russia | 3'11"15 | +2"38    | q    |
| 5    | 25 | Peter Mlynár         | Slovacchia                   | 3'15"77 | +7"00    |      |
| 6    | 16 | Sebastian Eisenlauer | Germania                     | 3'16"22 | +7"45    |      |

Quarto di finale 5
| Pos. | Nº | Atleta          | Nazione                      | Tempo   | Distacco | Note |
| ---- | -- | --------------- | ---------------------------- | ------- | -------- | ---- |
| 1    | 24 | Martti Jylhä    | Finlandia                    | 3'17"46 | -        | Q    |
| 2    | 20 | Baptiste Gros   | Francia                      | 3'18"62 | +1"16    | Q    |
| 3    | 22 | Thomas Bing     | Germania                     | 3'18"64 | +1"18    |      |
| 4    | 19 | Simi Hamilton   | Stati Uniti                  | 3'27"89 | +10"43   |      |
| 5    | 14 | Aleksej Vicenko | Atleti Olimpici dalla Russia | 3'30"72 | +13"26   |      |
| 6    | 23 | Lauri Vuorinen  | Finlandia                    | 3'33"13 | +15"67   |      |

### Semifinali
Semifinale 1
| Pos. | Nº | Atleta                 | Nazione                      | Tempo   | Distacco | Note |
| ---- | -- | ---------------------- | ---------------------------- | ------- | -------- | ---- |
| 1    | 2  | Johannes Høsflot Klæbo | Norvegia                     | 3'06"01 | -        | Q    |
| 2    | 9  | Federico Pellegrino    | Italia                       | 3'06"17 | +0"16    | Q    |
| 3    | 3  | Aleksandr Bol'šunov    | Atleti Olimpici dalla Russia | 3'06"63 | +0"62    | q    |
| 4    | 11 | Pål Golberg            | Norvegia                     | 3'07"24 | +1"23    | q    |
| 5    | 5  | Teodor Peterson        | Svezia                       | 3'11"02 | +5"01    |      |
| 6    | 6  | Aleksandr Panžinskij   | Atleti Olimpici dalla Russia | 3'19"05 | +13"04   |      |

Semifinale 2
| Pos. | Nº | Atleta            | Nazione   | Tempo   | Distacco | Note |
| ---- | -- | ----------------- | --------- | ------- | -------- | ---- |
| 1    | 1  | Ristomatti Hakola | Finlandia | 3'09"93 | -        | Q    |
| 2    | 7  | Oskar Svensson    | Svezia    | 3'10"61 | +0"68    | Q    |
| 3    | 26 | Len Valjas        | Canada    | 3'13"91 | +3"98    |      |
| 4    | 12 | Emil Iversen      | Norvegia  | 3'14"09 | +4"16    |      |
| 5    | 24 | Martti Jylhä      | Finlandia | 3'14"93 | +5"00    |      |
| 6    | 20 | Baptiste Gros     | Francia   | 3'27"44 | +17"51   |      |

### Finale
| Pos.    | Nº | Atleta                 | Nazione                      | Tempo   | Distacco | Note |
| ------- | -- | ---------------------- | ---------------------------- | ------- | -------- | ---- |
| Oro     | 2  | Johannes Høsflot Klæbo | Norvegia                     | 3'05"75 | -        |      |
| Argento | 9  | Federico Pellegrino    | Italia                       | 3'07"09 | +1"34    |      |
| Bronzo  | 3  | Aleksandr Bol'šunov    | Atleti Olimpici dalla Russia | 3'07"11 | +1"36    |      |
| 4       | 11 | Pål Golberg            | Norvegia                     | 3'09"56 | +3"81    |      |
| 5       | 7  | Oskar Svensson         | Svezia                       | 3'13"48 | +7"73    |      |
| 6       | 1  | Ristomatti Hakola      | Finlandia                    | 3'26"47 | +20"72   |      |